# Hoge Gouwe 77 (Gouda)
Het pand Hoge Gouwe 77 is een monumentaal grachtenpand aan de Hoge Gouwe in de Nederlandse stad Gouda.
Het pand heeft bijna anderhalve eeuw dienstgedaan als loge van de Goudse vrijmetselarij. De Goudse loge De Waare Broedertrouw werd in 1801 opgericht. Door de inspanningen van de Goudse uitgever en vrijmetselaar Gerrit Benjamin van Goor kon het pand aan de Hoge Gouwe in 1856 voor de bijeenkomsten van de loge worden verworven. Het gebouw heeft tot 1993 als logegebouw dienstgedaan.
Het gebouw heeft een kenmerkende gepleisterde Lodewijk XIV-gevel. Bij een restauratie in de zeventiger jaren van de vorige eeuw is de 18e-eeuwse roedeverdeling van de ramen hersteld. Het pand is erkend als rijksmonument.